# 象蝨屬
象蝨屬（學名：Haematomyzus）原是蝨毛目（Phthiraptera）之下的一個屬，只有三個物種。由於本屬跟蝨毛目其他物種的差異太大，所以獨自放在象蝨亞目之內，而整個象蝨亞目之下亦只有象蝨科一個科。這些異於尋常的外寄生虫（ectoparasites）生活於亞洲象、非洲象和疣豬的表皮，其口器拉長，就好像鑽探工具那樣，能深入其宿主的厚皮。
自從啮虫总目（Psocodea）旗下分類重組，啮虫总目降格而成的新啮虫目，象蝨亞目開始整個系列也改為直接直屬新的啮虫目，成為象蝨總科。

## 下属物种
本属包括以下物种：
- 象蝨 Haematomyzus elephantis Piaget, 1869
- 霍氏象蝨 Haematomyzus hopkinsi Clay, 1963
- 疣豬象蝨 Haematomyzus porci Emerson & Price, 1988